# Новая Бурка
Но́вая Бу́рка — село в Бакчарском районе Томской области, Россия. Входит в состав Парбигского сельского поселения.
Население — ↘96 (2021).

## География
Село стоит на берегу реки Бурка (приток Парбига). Менее чем в километре восточнее находится исток реки Волковка. До Новой Бурки проложена дорога из центра поселения — села Парбиг.

## Население
| 2002 | 2010 | 2012 | 2013 | 2014 | 2015 | 2021 |
| ---- | ---- | ---- | ---- | ---- | ---- | ---- |
| 417  | ↘309 | ↘296 | ↘284 | ↘277 | ↘263 | ↘96  |

## Местное самоуправление
Глава поселения — Людмила Владимировна Косолапова.

## Социальная сфера и экономика
В деревне работает библиотека и фельдшерско-акушерский пункт. Ближайшие школа расположена в Парбиге.
Действуют несколько частных предпринимателей, работающих в сфере сельского хозяйства и розничной торговли.